# 秋日天空
《秋日天空》，是糸杉柾宏的日本漫畫作品，雙月刊《Champion RED Ichigo》第9期（2008年9月）開始連載，每期连载2话。6本單行本由秋田書店發行。

## 概述
作品承袭了糸杉氏一貫的作品风格。虽然标榜是青年漫画，但是包含了乱伦、百合等内容及很多色情場景。雖然如此，卻未露出第三點，展現出較唯美的畫面。
劇情主要围绕着姐弟俩空与秋之间的不伦爱恋展开，内容中充斥着各种色情话题、肉欲关系，但同时又有着细腻的内心描写，在看似糜烂的关系中，又有着对“爱”的思考与坚持，因而在這類漫画中人气很高。
而另一方面，这部作品在日本發行時并没有被分类入成人向漫画，也没有“未满18岁阅览禁止”的标志，因此被日本读者戏称为“无底线一般向”。單行本一發售即被早早抢购一空，另可参考日本亚马逊网站的预售等数据，现已售完。
2010年12月，《東京都青少年健全育成條例》修正案通過，此作品被出版倫理協議会及出版倫理懇親会於2011年4月14日列為違反該條例的六部作品之一，在修正案於7月1日正式實施後即不得再版，出版社決定僅出至第六冊為止並不再版，形同絕版。作者糸杉氏在其Twitter上表示「對我來說，形同被判處死刑。」。2018年5月7日起，單行本全6冊透過「マンガ図書館Z」供人免費閱覽。

## 情节
空有着属于自己的日常生活，有一位优秀且受人憧憬的姐姐和一位腹黑的妹妹，却也有着她们依赖自己的另一面。渐渐地，空对秋姐产生了一种微妙的感情，而看似一如既往的秋姐的所作所为也起了点变化……
性格胆小怯懦不敢违背他人所言的空，不知不觉意识到出生开始就一直在一起的姐姐秋是个异性的事实。就这样有一天，空以秋姐渴望了好几年的混浴为契机和秋姐开始并保持了肉体关系。
虽然空认为和秋姐的肉体关系是“不应该的”。不过在那天之后还是和她保持着关系，不分场合也不做避孕措施，彼此在肉体上相互需求着度过甜蜜的每一天。
空一开始也是排斥的，但是在中途因感觉到快感而放任自己沉溺在快感中，不断回应秋姐的需求并将滚烫的证明解放在她的身体里。并且，以同校生的留奈、夏美和可奈为开端，各式各样的少女因为怀有不同的羁绊而闯入他的生活。
就这样，空渐渐不明白到底什么是“不应该的”。
另一方面，空的双胞胎妹妹奈美一直有一个藏在心里的念头……

## 登场人物
以下配音員：單行本第3卷附錄版OVA/一般發售版OVA、《Champion RED Ichigo》第21期附錄廣播劇CD版。

### 葵家
葵蒼空（配音：木下纱華/白井雲）
本作的男主角。暱稱“空”（ソラ），性格隨和，優柔寡斷。擅長家務。常常被奈美譏笑為是個御姊控，除此之外很不會喝酒。和姐姐亞希有亂倫行為，對自己的所作所為有時會畏懼。
葵亞希（配音：河原木志穗/夏野冰）
空的亲姐姐，空通常暱稱她為「秋姐」（アキ姉ちゃん）。完全不用別人操心。在校是優等生，成绩优秀，体育万能，但在家十分邋遢，烹飪技術被奈美稱作很“恐怖”。十分喜歡空。
葵奈美（配音：植田佳奈/白雪碧）
秋和空的妹妹，與空是雙胞胎，暱稱空為「空哥」（ソラ兄）。學校服饰研究社社員，經常強迫空穿女裝。性格叛逆，同秋一樣家務方面不行。常常譏笑空是個姐控，有時候會稱空和秋是笨蛋情侶（最初的称呼是笨蛋姐弟）。和空一樣不能飲酒。对同学可奈有一定的百合倾向，但卻在不斷地撮合空與可奈。後來向可奈告白，卻被誤以為是朋友間的玩笑。後來因為目睹可奈和空在社團活動室里乳交而激起了強烈的嫉妒心理，并強迫空與自己發生關係（而心裡則在想與可奈這樣做），并威脅空對此事保密。
妈妈（配音：無/青山華）
秋、空、奈美三人的妈妈。因為工作很忙的關係，經常不在家。
真實身分是三人真正母親的雙胞胎妹妹，10年前三人的母亲在车祸去世之后，因長相相近，身為妹妹的自己假扮自己的姐姐来照顾三人，但卻被年幼的秋發現，後來幾次想向空與奈美坦白，但卻被秋阻止。曾經因為手上沒有燙傷痕跡而差點被空發現身份，但為了不讓空與奈美受到真相的打擊，因此自行在相同位置烙上燙傷。原本在姐姐生下秋時，不理解姐姐為何想要生孩子，但在照顧三人的過程中，了解到姐姐的母愛。
爸爸
秋、空、奈美三人的爸爸。與三人的生母是姐弟關係，因為是亂倫，所以兩人便私奔，但還是因為不被社會所接受而分隔兩地，只回來看過三人幾次，後來發現秋與空的關係。

### 其他人物
澄弥可奈（配音：冈岛妙/五行薺）
奈美的好朋友，同属学校服饰研究部社团。經奈美介紹認識空之後開始對空單相思，被奈美促成約會，向空吐露了自己的心情。但實際上可奈喜歡的是奈美，但因為奈美是女的，可奈不敢面對自己的同性頃向，而把對奈美的感情放在與奈美擁有相同外表的空身上，後來經由空的幫助，坦然的面對自己的內心，與奈美在一起。
咲月留奈（配音：無/榊るな）
校友，與葵家住在同一所公寓。有露体癖，道德與常識的挑戰者。后来也喜欢上空，并誘騙其參加群交派對，處女給了派對女主人的男朋友。與空維持朋友關係，後有與空發生關係。
友崎瞳
留奈學校外的友人。举办了数次群交派对，而空只參加過其中的一次。
野坂夏美
空的同班同學，與留奈和瞳認識，群交派對的參加者之一。
姬川爱丽丝（配音：無/睦月露子）
亞希的同班同學，學習成績和亞希不相上下。在學校里擔任學生會長。性格傲嬌，與亞希關係十分友好卻從不承認。比美春年长不少，却是美春的女友，與美春十分恩愛。
美原美春（配音：無/夢咲朱花）
空兒時的青梅竹馬。年龄比空小，同样是形似女孩子的少年，與空不同的是可以毫無顧忌的穿上女裝。是愛麗絲的男友，并對其以姐姐相稱。患有ED因此不能順利與其發生關係，於是決定讓空代勞。

## 出版書籍
| 卷數 | 秋田書店       | 秋田書店                                                |
| 卷數 | 發售日期       | ISBN                                                    |
| ---- | -------------- | ------------------------------------------------------- |
| 1    | 2008年12月19日 | ISBN 978-4-253-23451-1                                  |
| 2    | 2009年7月17日  | ISBN 978-4-253-23452-8                                  |
| 3    | 2009年12月18日 | ISBN 978-4-253-23453-5 ISBN 978-4-253-18176-1（限定版） |
| 4    | 2010年6月18日  | ISBN 978-4-253-23454-2                                  |
| 5    | 2010年12月20日 | ISBN 978-4-253-23455-9                                  |
| 6    | 2011年6月5日   | ISBN 978-4-253-23456-6                                  |

## 动画版
- OVA化决定，随第三卷单行本预约限定版附赠。
- Champion RED Ichigo第17期宣布于2010年发行一般贩售版OVA。标题为《秋日天空～在夢中～》，並決定以小峠舞的《THX!》作為片尾曲，收錄於原生特典。

### 制作人员
- 监督：高桥丈夫
- 脚本：花田十辉
- 人物设计：黑田和也
- 演出：吉泽俊一
- 作画監督：羽田浩二
- 作画監督補佐：小林利充
- 色彩設計：
- 美術ボード、美術設定：篠田邦宏
- 音響監督：高桑一
- 音乐：浅野彰
- 撮影監督：
- 制作人：永井理、荒川雅信
- 执行制作人：伊藤純
- 动画制作：Hoods
- 製作：秋日天空製作委員会（秋田書店、Frontier Works）

### 原聲帶
C-CLAYS在上卷發行後，宣佈發行OVA原聲帶《THX! Original Soundtrack》，於2010年8月14號發行，收錄片中所有配樂及片尾曲，共兩張28首，售價1500日元。

## 广播剧
秋日天空作为近期的超高人气作品，被迅速地製作成廣播剧。
- 第一卷：《Champion RED Ichigo》第12期附赠CD（2009年2月）
- 第二卷：《Champion RED Ichigo》第21期附赠CD（2010年8月）

CAST
- 葵空：早乙女綾
- 葵秋：
- 葵奈美：
- 友崎瞳：
- 咲月露娜：遠野梵

## OVA
《Champion RED Ichigo》第15期预告将制作OVA动画版，并收錄在2009年12月18日的第三卷单行本初回特典DVD。2009年12月号（即第16期）附赠了先行PV的DVD，該PV中声优沒有改變。但是在10月26日官方公佈更换声优的消息，由今井麻美（葵蒼空）、喜多村英梨（葵亞希）換為現在的聲優。